# Velká Mumlava
Velká Mumlava je zdrojnice Mumlavy v okresu Semily v Libereckém kraji. Délka toku činí přibližně 2,4 km. 
Pramení v místě zvaném „Pod Kotlem“ v  přírodní památce Prameny Labe mezi Kotlem a Harrachovými kameny. Nedaleko se nachází vojenské pevnosti. Protéká kolem rozcestí U Růženčiny zahrádky, načež se do ní vlévá Divoká strouha. U Krakonošovy snídaně se stéká s Malou Mumlavou a dále již teče pod jménem Mumlava.
Pravobřežní strání údolí Velké Mumlavy prochází Harrachova cesta, značená zde modře jako trasa 1801. 

## Přítoky
- zleva – Divoká strouha